# Ponta Luturo Váti
Der Ponta Luturo Váti ist der nördlichste Punkt der Insel Timor.
Der Ponta Luturo Váti liegt im osttimoresischen Suco Parlamento. Nur wenig weiter südlich befindet sich der westlich gelegene Ponta Iracuro.